# Paris-Plages

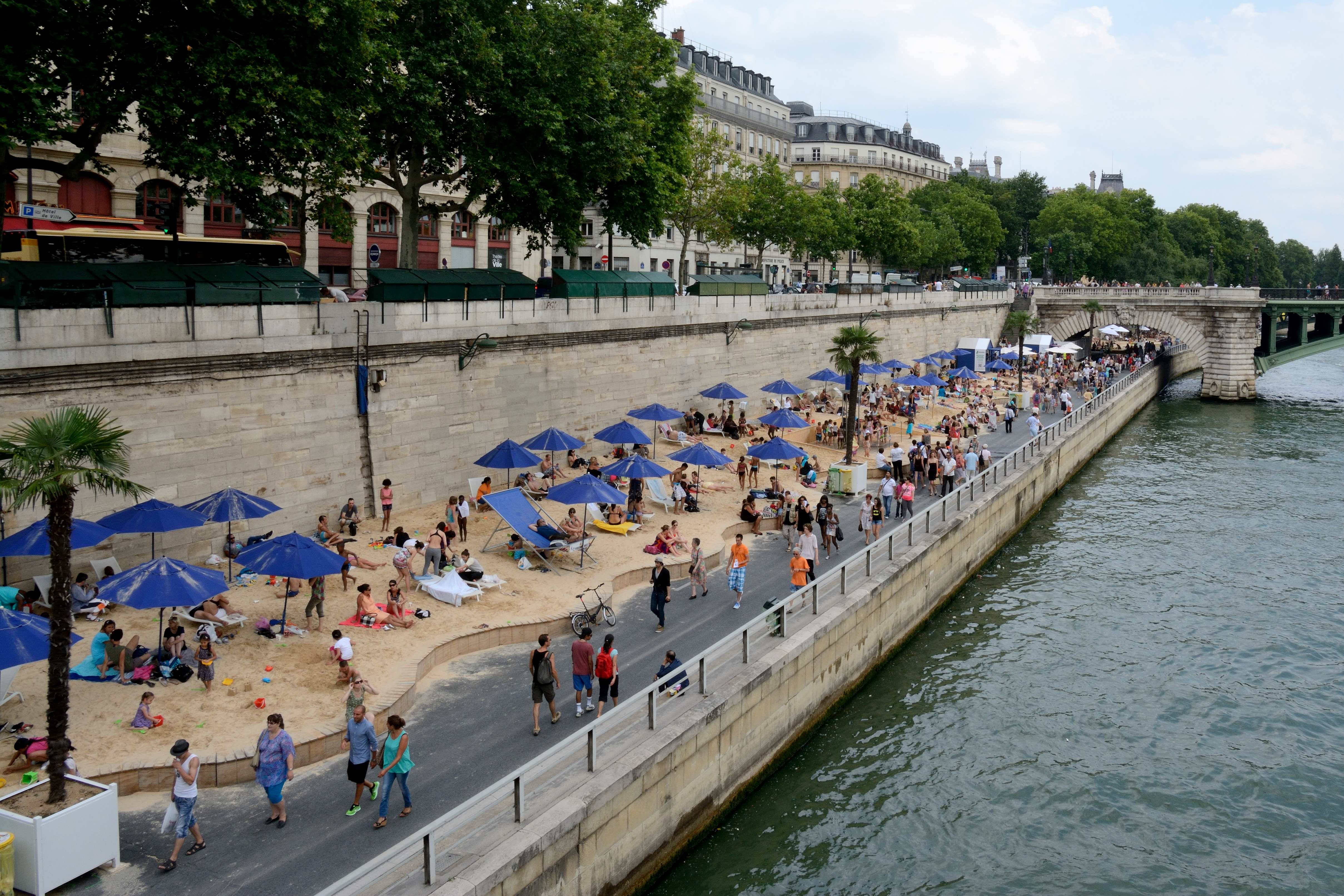
Paris-Plages an der Seine, Juli 2013

Paris-Plages (bis 2005 Paris-Plage) ist eine öffentliche sommerliche Veranstaltung, die seit dem Jahre 2002 von der Stadt Paris organisiert wird. Sie findet jährlich in den Monaten Juli und August während der nationalen französischen Sommerferien für 4 bis 5 Wochen statt.

## Geschichte
Paris-Plage (deutsch: Paris-Strand) war bis Mitte der 1960er Jahre der Name eines Strandes in dem Ort Le Touquet-Paris-Plage. Der Strand erhielt diesen Namen aufgrund seiner relativen Nähe zur französischen Hauptstadt Paris und der zahlreichen Pariser, die man dort an den Wochenenden während der Sommermonate antreffen konnte. 
Pionier für eine solche Aktion war die französische Stadt Saint-Quentin im Département Aisne im Jahre 1996.
Soziale Probleme eines Teiles der 60.000 Einwohner hatten die Stadtverwaltung bewogen, den Rathausplatz in einen Sandstrand mit Spielen und Bassins zu verwandeln. Diese Aktion wurde seitdem zu einer jährlichen Attraktion. Im Jahre 2002 wurde diese Aktion in den Medien aufgegriffen und in Paris und einigen anderen französischen und einigen europäischen Großstädten wie Berlin, Brüssel, Budapest und Prag ebenfalls durchgeführt; allerdings nicht über einen derart langen Flussabschnitt.
Während der nationalen Sommerferien in Frankreich in den Monaten Juli und August, insbesondere nach dem französischen Nationalfeiertag am 14. Juli, verreist traditionell einen Großteil der Pariser Bevölkerung in die Ferien, zumindest aufs Land, um der sommerlichen Hitze in der Stadt zu entfliehen. Ziel der Stadtverwaltung von Paris unter Bürgermeister Bertrand Delanoë war es, mit dieser Aktion den zuhausegebliebenen Einwohnern der Region die Aktivitäten zu bieten, die man normalerweise nur an den natürlichen Stränden finden kann. 
Die Pariser Stadtverwaltung ließ den Namen markenrechtlich schützen und versuchte, den Ort Paris-Plage gerichtlich zur lizenzrechtlichen Nutzung des Namens zu zwingen. Nachdem diese Klage verworfen wurde und es zwei Abschnitte an der Seine gibt, die für das Event genutzt werden, lautet die offizielle Bezeichnung seit 2006 „Paris-Plages“ (Plural).

## Standort und Gestaltung
Der Place d’Hôtel de Ville wird mit Sand bedeckt und einige Beachvolleyball-Felder angelegt.
Am rechten Ufer der Seine auf Höhe der Seineinseln Île de la Cité und Île Saint-Louis wird dabei die direkt an die Kaimauern grenzende Schnellstraße Voie George Pompidou auf 3,5 km für den Verkehr gesperrt. Möglich ist die Sperrung dieser wichtigen Verkehrsader, da während der großen Ferien nur ein sehr vermindertes Verkehrsaufkommen in der Stadt vorhanden ist. Der Abschnitt zwischen Pont au change bis zur Pont Sully gegenüber der Seineinseln im 4. Arrondissement ist dabei in eine Fußgängerzone mit zahlreichen Attraktionen verwandelt.
Einige Grünstreifen werden mit feinem Sand bedeckt, an vielen Stellen werden Liegen bereitgestellt, es gibt Spiele für Kinder, es werden Massagen und gemeinsames Musizieren angeboten und auch fürs leibliche Wohl wird gesorgt. Zu beachten ist, dass das Schwimmen in der Seine aufgrund der teilweise hohen Kaimauern und des Schiffsverkehrs nicht möglich ist. Seit dem Jahr 2006 gibt es auch am linken Ufer der Seine auf Höhe der neuen Nationalbibliothek BNF einige Installationen.

## Finanzierung
Die Veranstaltung Paris-Plages ist mit nicht unerheblichen Kosten für den öffentlichen Haushalt der Stadt verbunden: Die Einrichtung der künstlichen Strandlandschaft mit Palmen und anderen Pflanzen, Installation von sportlichen Aktivitäten wie Klettern für Kinder sowie die zahlreichen Animateure müssen bezahlt werden. Um die Kosten in einem vertretbaren Rahmen zu halten, teilt die Stadt Paris die Kosten mit öffentlichen und privaten Sponsoren, die auch von der Popularität der Veranstaltung profitieren.
Im Jahre 2004 betrug das Gesamtbudget rund 2 Millionen €, davon wurden 1,4 Millionen € von den Partnern und durch die Platzgelder der am Ufer installierten Cafés, Restaurants und Kiosks finanziert.
Von konservativen Stadträten wurden im Jahre 2002 Bedenken geäußert, ob diese Veranstaltung mit ihren relativ hohen Kosten zu einem Erfolg führen wird.

## Einzelne Veranstaltungen

### 2002
Paris-Plages hat während der großen Ferien seine Premiere.

### 2003
Es gibt fast 3 Millionen Besucher. Während der außergewöhnlichen Hitzewelle Anfang August 2003 wurden die neu installierten Zerstäuber ein großer Erfolg bei dem Besuchern. Dabei handelt es sich um eine am Wegesrand installierte, meist mehrere Meter lange, einer Dusche ähnelnde Installation, unter der man durchlaufen kann, um sich zu erfrischen. Statt eines Wasserstrahles gibt es fein zerstäubtes Wasser, so dass man die Erfrischung auch in normaler Kleidung genießen kann, ohne dabei nass zu werden.

### 2004
Paris-Plages 2004 fand zwischen dem 21. Juli und 20. August statt. Neuigkeiten in diesem Jahr waren ein zu einem schwimmenden Freibad umgebautes Schiff auf der Seine auf Höhe der Metrostation Sully Morland, in dem man aber aufgrund seiner geringen Größe kaum schwimmen kann, und eine Bibliothek auf Höhe der Metrostation Pont Marie.
Auf den Strecken des öffentlichen Nahverkehrs der RATP wurden die Zugangspunkte zum Paris-Plage erstmals gekennzeichnet (Station Paris-Plage in der Pariser Metro).

### 2005
Paris-Plages 2005 fand statt vom 21. Juli bis zum 21. August. Zu Ehren des brasilianischen Jahres in Frankreich war dieses Thema der rote Faden in den Veranstaltungen. Jeden Morgen wurden Einführungen ins Rudern angeboten. Die Zahl der Besucher wurde auf 3,8 Millionen geschätzt.

### 2006
Paris-Plages 2006 fand statt vom 20. Juli bis zum 20. August. Das Motto war Französisch-Polynesien.
Neben den bekannten Standorten auf dem Rathausplatz und rechts der Seine wurde ein weiterer Uferabschnittes „rive gauche“ links der Seine auf Höhe der Bibliothèque nationale de France eröffnet, direkt unterhalb der neuen, am 13. Juli 2006 eröffneten Fußgängerbrücke Passerelle Simone de Beauvoir. Es gab ein großes Holzpodest mit einigen Dutzend Liegen, eine Strandbar und einen Zugang zu einem weiteren schwimmenden Freibad, das hier auf der Seine stationiert wurde. Eine Fähre verkehrt zwischen den beiden Ufern des Paris-Plages.

## Kritik
Ende 2015 wurde bekannt, dass es zu Unregelmäßigkeiten gekommen war und die Kosten für Paris-Plage deutlich höher als veröffentlicht waren. Anfang 2017 wurde problematisiert, dass das Unternehmen LafargeHolcim, das seit 2002 jedes Jahr den Sand kostenlos zur Verfügung gestellt hatte, während des syrischen Bürgerkriegs ein Zementwerk in Syrien betrieben hatte und in den Bau der umstrittenen Mauer zwischen Mexiko und den USA einbezogen war. Daraufhin wurde LafargeHolcim diese Aufgabe entzogen.

## Vergleichbare Angebote andernorts
Vergleichbare Angebote gibt es in den Sommermonaten in Berlin, Brive-la-Gaillarde (Depart. Corrèze), Brüssel, Budapest, Cahors, Clermont-Ferrand, Cognac in der Charente, Metz, Pau, Rodez (Depart. Aveyron), Saint-Quentin (Ursprungsidee), Toulouse, Tourcoing (Depart. Nord bei Roubaix)